# 中國內地的不倒翁
中國內地的不倒翁（日语：／ Chūgoku okuchi no daruma */?）是日本的一種怪談型都市傳說，提醒人們注意海外旅遊安全，文章多出現在轉寄郵件中。

## 概要
故事大致是說一名日本觀光客在中國內地旅遊，行經某個村落時、看到一間商店招牌上寫著「達摩」（不倒翁）。基於好奇心使然，他不假思索進入店內一瞧，居然看見有個手腳被斬斷（有的版本連舌頭也被拔掉）的日本人放置在舞台上供人觀賞。

## 故事版本

### 版本一：在舌頭沒有拔掉的情況下
變成不倒翁的日本人用日語對入內參觀的日本觀光客說「我是某地的某某某，救救我！」乞求他協助，但是這名日本觀光客很害怕會惹禍上身、因而假裝聽不懂日語，漠視了對方，很快地走出這間商店，結束旅程返回了日本。後來、這名日本觀光客詳加調查之後，發現確實是有同名男子隻身前往中國旅遊後來下落不明。在許多不同的故事版本中，也出現連眼睛都潰瀾的不倒翁，日本觀光客看了直覺地反應：「好可憐！」，沒想到舞台上被當作展示品的男子竟然開口用日語對他說：「我是立教大學三年級的學生某某。」（其中受害者多半是學生，學校則多半是立教大學，真正原因不明）
人們通常會把這個故事和「試衣間的暗門」合併成一個完整的故事 。試衣間的暗門故事當中，在成衣商店下落不明的女子，最後在伴侶或友人的苦苦追尋下，偶然間在驚奇屋發現該名失蹤女子變成了不倒翁女人，當作展示品供人觀賞，故事就到這裡結束。

### 版本二
在另一版本，旅遊國家換成了印度。話說在大阪街頭一名女性被男子搭訕後，跟隨對方離去從此下落不明。父親向警方報案請求協助搜查，過了一陣子他收到警方寄來的通知書，上面寫著「您的女兒目前人在印度的某個地方，建議您最好不要去看會比較好。」這名父親愛女心切，很快地買了機票飛到印度找到警方指稱的地點，原來是一間私人博物館。他走到博物館最裡面，看見其中一個透明的展示櫃，上面標示著「不倒翁人偶」。展示內容是一名被凌虐至死的年輕女性，挺著大肚子，陰戶被縫起來，手腳均被斬斷，仔細一看竟然是自己的女兒。這名父親當場崩潰，返回日本沒多久就自殺了。

## 解說
二戰期間在德國經營時裝店大發利市的猶太人遭受到德國人的嫉妒，因而傳出「進入這間時裝店的非猶太裔的女性會被迷昏賣到妓院或奴隷市場」的謠言廣為流傳、也有人說是這則謠言傳入亞洲之後，衍生成不倒翁的故事（在法國也有類似的謠言，基於一種歧視猶太人的心態，捏造出以猶太人所經營的成衣商店，從事誘綁白種女子為娼的不法勾當，請參考奧爾良事件）。
在電影《涉谷怪談》中，將這故事予以映像化。

## 外部連結
- 《進更衣間試衣要小心》上（页面存档备份，存于）、中（页面存档备份，存于）、下（页面存档备份，存于），東森新聞網絡追追2006年7月7日